# Línea 3 (Bus Castellón)
La línea 3 del Transport Urbà de Castelló (TUCS) une la Basílica del Lledó con el Hospital La Magdalena pasando por el Auditorio y Palacio de Congresos, el Grupo San Agustín y San Marcos y cercanías de la Universidad Jaime I.

## Características
La línea cruza la ciudad de Castellón de oeste a este. 

### Frecuencias
| Ambos sentidos               | Ambos sentidos                           | Ambos sentidos |
| Día                          | Horario                                  | Frecuencia     |
| ---------------------------- | ---------------------------------------- | -------------- |
| Lunes a viernes laborables   | IDA: 07:00 a 21:30 VUELTA: 07:30 a 21:30 | 30'            |
| Sábados, Domingos y festivos | IDA: 09:00 a 21:00 VUELTA: 09:30 a 21:30 | 60'            |

## Recorrido
| Dirección HOSPITAL LA MAGDALENA                     | Dirección HOSPITAL LA MAGDALENA | Dirección HOSPITAL LA MAGDALENA |
| Parada                                              | Enlaces                         |                                 |
| --------------------------------------------------- | ------------------------------- | ------------------------------- |
| BASÍLICA DEL LLEDO                                  |                                 |                                 |
| C/ Columbretes, 25                                  |                                 |                                 |
| C/ Rafalafena (Ambulatorio)                         |                                 |                                 |
| C/ Rafalafena (Biblioteca)                          |                                 |                                 |
| C/ Rafalafena (Plaza Maria Agustina)                |                                 |                                 |
| Pza. Clavé, 24                                      |                                 |                                 |
| Ronda Magdalena (Colegio Cervantes)                 |                                 |                                 |
| Paseo Ribalta, 20                                   |                                 |                                 |
| Cardenal Costa, 8                                   |                                 |                                 |
| Cardenal Costa, 28                                  |                                 |                                 |
| Avda. Vall D'uixo, 32                               |                                 |                                 |
| Quadra Borriolenc - Grupos San Marcos y San Agustín |                                 |                                 |
| Quadra Borriolenc, 10                               |                                 |                                 |
| Grupo San Enrique                                   |                                 |                                 |
| Grupo Roser                                         |                                 |                                 |
| Rotonda (escultura silla)                           |                                 |                                 |
| Rotonda Hospital La Magdalena                       |                                 |                                 |
| HOSPITAL LA MAGDALENA                               |                                 |                                 |
| Dirección BASILICA DE LLEDÓ                         |                                 |                                 |
| Parada                                              | Enlaces                         |                                 |
| HOSPITAL LA MAGDALENA                               |                                 |                                 |
| Camino Enramada                                     |                                 |                                 |
| Grupo Roser                                         |                                 |                                 |
| Cementerio (Quadra Borriolenc)                      |                                 |                                 |
| Quadra Borriolenc (San Bartolomé)                   |                                 |                                 |
| Quadra Segona, 57                                   |                                 |                                 |
| Avda. Diputación (Ambulatorio)                      |                                 |                                 |
| Avda. Diputación (Gpo San Agustín)                  |                                 |                                 |
| Avda. Vall D'uixo, 47                               |                                 |                                 |
| Ada. Espronceda                                     |                                 |                                 |
| Joaquín Costa, 9                                    |                                 |                                 |
| Plaza Clavé, 10                                     |                                 |                                 |
| C/ Rafalafena, 36                                   |                                 |                                 |
| C/ Columbretes, 20                                  |                                 |                                 |
| Auditorio Palacio de Congresos                      |                                 |                                 |
| BASILICA DEL LLEDÓ                                  |                                 |                                 |